# Aram Chatschaturjan

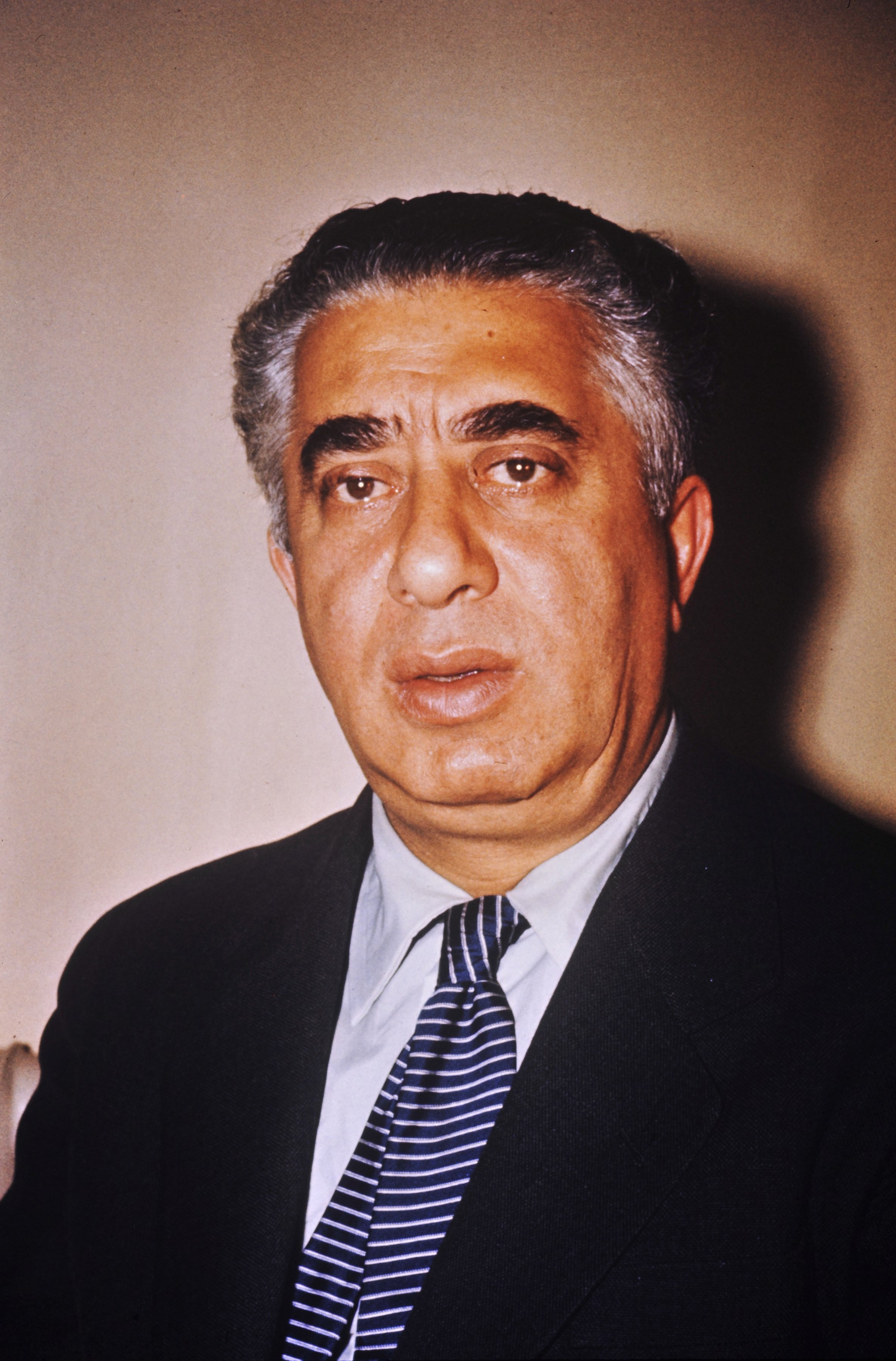
Aram Chatschaturjan, Fotografie aus den 1960er-Jahren

Aram Chatschaturjan (armenisch Արամ Խաչատրյան Aram Chatschatrjan, wissenschaftliche Transliteration Aram Xač‘atryan; russisch Ара́м Ильи́ч Хачатуря́н Aram Iljitsch Chatschaturjan, englisch Aram Khachaturian, oft auch Khatschaturjan; * 24. Maijul. / 6. Juni 1903greg. in Tiflis, Gouvernement Tiflis, Russisches Kaiserreich; † 1. Mai 1978 in Moskau, Sowjetunion) war ein sowjetisch-armenischer Komponist. Seine Kompositionen sind beeinflusst von der armenisch-georgischen und kaukasischen Volksmusik. Er war einer der wichtigsten sowjetischen Komponisten der 1930er bis 1950er Jahre. Eine Auswahl seiner Werke wurde im Jahr 2013 zum Weltdokumentenerbe erklärt.

## Leben
Aram Chatschaturjan wuchs in Tiflis als Sohn einer armenischen Buchbinderfamilie auf und war schon früh von der armenischen und georgischen Musik seiner Umgebung fasziniert. Während seiner Schulzeit spielte er Tenorhorn. Er erlernte die russische Sprache und ging 1922 nach Moskau, um dort Biologie zu studieren. Bereits nach wenigen Monaten wechselte er jedoch an das „Musikpädagogische Gnessin-Institut“ und schrieb sich dort für das Instrument Cello ein. Nach drei Jahren wechselte er in die Kompositionsklasse, und 1926 ging bereits seine erste Komposition in Druck. Dann wechselte er an das Moskauer Konservatorium und lernte dort bei Nikolai Mjaskowski und Michail Gnessin. 1933 beendete er sein Studium im Alter von 30 Jahren und heiratete seine Kommilitonin Nina Makarowa.
Auch seine Neffen Karen Chatschaturjan und Emin Chatschaturjan waren Komponisten.
Chatschaturjan war Mitglied des Obersten Sowjets der Armenischen SSR der ersten Einberufung. Während der fünften Einberufung war er Mitglied des Obersten Sowjets der UdSSR.

## Künstlerische Laufbahn
Sein erstes großes Werk war seine Diplomarbeit, die Erste Sinfonie von 1934. Mit seinem Klavierkonzert von 1936 begann er, international bekannt zu werden, was sich mit seinem Violinkonzert von 1940, das er für David Oistrach schrieb, noch steigerte.
Neben seiner Tätigkeit als Komponist dirigierte er ab 1950 im In- und Ausland Konzerte, vor allem mit eigenen Werken. 1951 wurde er zum Professor für Komposition am Moskauer Konservatorium berufen, nebenher auch noch am „Musikpädagogischen Institut Gnessin“. Außerdem war er lange Jahre Mitglied des Organisationskomitees des sowjetischen Komponistenverbandes.

## Popularität durch Zitate in Filmmusik und Werbung
Weltruhm erlangte er mit seinem Klavierkonzert, dem Violinkonzert und dem Ballett Gayaneh, das sein bekanntestes Werk enthält, den Säbeltanz. Breite Bekanntheit erhielt der Säbeltanz durch den Film Eins, Zwei, Drei von Billy Wilder, in dem Liselotte Pulver zu der Musik auf einem Tisch tanzt, sowie in den 1970er Jahren durch die Verwendung in einer weit verbreiteten Fernsehwerbung für einen Kaffeelikör („Komm Brüderchen trink – Kosaken Kaffee!“).
Das Adagio für Violoncello solo und Streicher aus der ersten Gayaneh-Suite wurde in Stanley Kubricks 2001: Odyssee im Weltraum verwendet. Der amerikanische Filmkomponist James Horner zitiert es in mehreren seiner Soundtracks, vor allem – ohne Erwähnung – im Abspann („Resolution and Hyperspace“) des Films Aliens – Die Rückkehr von James Cameron. Bekannt sind auch sein Ballett Spartakus, dessen Adagio als Titelmusik der britischen Fernsehserie Die Onedin-Linie große Bekanntheit erlangte, sowie die Schauspielmusik Maskerade. Er komponierte auch die Hymne der Armenischen SSR.
Nachdem er bereits mit zahlreichen Orden und Ehrentiteln bedacht worden war, wurde er 1948 vom ZK der KPdSU auf einer Sitzung des Zentralverbands der sowjetischen Komponisten unter der ideologischen Führung Andrej Schdanows wegen „formalistischer“ Musik mit „anti-sowjetischen“ Tendenzen mehrfach gemaßregelt, was zu einer längeren Schaffenskrise führte. Auch andere berühmte Komponisten wie Dmitri Schostakowitsch und Sergei Prokofjew waren betroffen. Erst mit dem Ballett Spartakus (1956) kehrte der Erfolg zurück. 1961 wurde er korrespondierendes Mitglied der Deutschen Akademie der Künste in Ost-Berlin.
Sein Stil ging von der russischen Musik des 19. Jahrhunderts und vom französischen Impressionismus aus und lehnte sich stark an die armenische Volksmusik an. Durch den persönlichen Stil, den er daraus entwickelte, gewann er für die Musik Armeniens große Bedeutung.

## Ehrungen
- Die Stadt Jerewan hat ihm ein Museum eingerichtet, das um das Haus seines Bruders gebaut wurde.
- 1964 erhielt er die Ehrenbürgerschaft der Stadt Leninakan.[6]
- 1991 wurde der Asteroid (4802) Khatchaturian nach ihm benannt.
- Die russische Post gab 2003 anlässlich des hundertsten Geburtstages von Aram Chatschaturjan eine Sondermarke heraus.
- Ein Porträt Aram Chatschaturjans fand sich auf der armenischen 50-Dram-Note, bevor diese durch eine Münze abgelöst wurde.

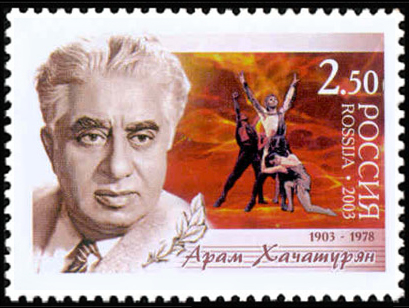
Chatschaturjan auf einer russischen Briefmarke (2003)

## Auszeichnungen
- 1939 Leninorden (sowie 1963 und 1973)
- 1941 Stalinpreis (sowie 1943, 1946, 1950)
- 1945 Orden des Roten Banners der Arbeit (sowie 1966)
- 1947 Volkskünstler der RSFSR
- 1954 Volkskünstler der UdSSR
- 1955 Volkskünstler der ArSSR
- 1959 Leninpreis
- 1963 Volkskünstler der GSSR
- 1971 Staatspreis der UdSSR
- 1971 Orden der Oktoberrevolution
- 1973 Volkskünstler der AsSSR
- 1973 Held der sozialistischen Arbeit

## Darstellung Chatschaturjans in der bildenden Kunst
- Harald Kretzschmar: Aram Chatschaturjan (Porträtkarikatur, Pinselzeichnung, 1962)[7]

## Werke

### Ballette
- Das Glück – Ballett in drei Akten und einem Epilog, Libretto: Owanesjan-Kimika, 1939
- Gayaneh – Ballett in vier Akten und einem Epilog, Libretto: K. Dershawin, 1942, revidiert 1952, 1957
- Spartakus – Ballett in drei Akten, Libretto: N. Wolkow, 1954, Uraufführung: Leningrad 1956

### Orchesterwerke

#### Suiten
- Suite aus dem Ballett „Das Glück“ Nr.1 – 1939
- Suite aus dem Ballett „Das Glück“ Nr.2 – 1939
- Suite aus dem Ballett „Gayaneh“ Nr.1 – 1943
- Suite aus dem Ballett „Gayaneh“ Nr.2 – 1943
- Suite aus dem Ballett „Gayaneh“ Nr.3 – 1943
- Suite aus der Bühnenmusik „Maskerade“ – 1943
- Suite aus der Musik zum Film „Die Schlacht von Stalingrad“ – 1949
- Suite aus der Bühnenmusik „Die Witwe von Valencia“ – 1953
- Suite aus dem Ballett „Spartakus“ Nr.1 – 1955–57
- Suite aus dem Ballett „Spartakus“ Nr.2 – 1955–57
- Suite aus dem Ballett „Spartakus“ Nr.3 – 1955–57
- Suite aus der Bühnenmusik „Lermontow“ – 1953
- Suite aus dem Ballett „Spartakus“ Nr.4 – 1967

#### Sinfonien und sinfonische Werke
- Tanzsuite – fünf Sätze, 1933
- Sinfonie Nr. 1 – 1934
- Zwei Tänze – 1935
- Sinfonie Nr. 2 („Sinfonie mit der Glocke“) – 1943, umgearbeitet 1944
- Choreografischer Walzer – 1944
- Russische Fantasie – Konzerttranskription einer Szene aus dem Ballett „Das Glück“, 1944/45
- Sinfonie Nr. 3 („Sinfonie-Poem“) – in einem Satz für Orchester, Orgel und 15 Trompeten, 1947
- Ode in memoriam Lenin – nach der Filmmusik, 1949
- Die Schlacht an der Wolga – programmatische sinfonische Suite in acht Sätzen, 1950
- Feierliches Poem – 1952
- Gruß-Ouvertüre – zur Eröffnung des XXI. Parteitages der KPdSU, 1959

#### Werke für Soloinstrument und Orchester
- Klavierkonzert – 1936
- Violinkonzert – 1940
- Cellokonzert – 1946
- Rhapsodie für Violine und Orchester – 1961/62
- Rhapsodie für Cello und Orchester – 1963
- Rhapsodie für Klavier und Orchester – 1967

#### Sonstige Orchesterwerke
- Marsch für Blasorchester Nr.1 – 1929
- Marsch für Blasorchester Nr.2 – zum 10. Jahrestag der Armenischen SSR, 1930
- Zwei Stücke nach armenischen Liedthemen – für Blasorchester, 1933
- Zwei Stücke nach usbekischen Liedthemen – für Blasorchester, 1933
- Sangesur-Marsch – für Blasorchester, 1938
- Den Helden des Vaterländischen Krieges – Marsch für Blasorchester, 1942
- Marsch der Sowjetpolizei

### Kammermusik
- Tanz B-Dur op.1 – für Violine und Klavier, 1926
- Liedpoem – für Violine und Klavier, zu Ehren der Aschugen, 1929
- Allegretto – für Violine und Klavier, 1929
- Suite – für Viola und Klavier, 1929–32
- Tanz – für Balalaika und Domra, 1929–32
- Doppelfuge – für Streichquartett, 1932
- Violinsonate – 1932
- Andantino – für Fagotttrio 1932
- Trio – für Klarinette, Violine und Klavier, 1932
- Rezitativ und Fuge – für Streichquartett, bearbeitete Ausgabe des Werks von 1932
- Sonate-Fantasie C-Dur – für Violoncello solo, 1974
- Sonate – für Violine solo, 1975
- Sonate – für Viola solo, 1976

### Klavierwerke

#### Klavier zu 2 Händen
- Valse Caprice – 1926
- Tanz g-Moll – 1926
- Poem cis-Moll – 1927
- Marsch – 1929
- Sieben Fugen – 1929, (später eingegangen die sieben Rezitative und Fugen)
- Sieben Rezitative und Fugen – 1928/29 und 1970
- Toccata – 1932
- Budjonowka – nach einem Liedthema von Dawidenko, 1932
- Massentanz – 1932
- Kinderalbum Heft 1 – zehn Charakterstücke, 1926–47 (auch: Die Abenteuer des Iwan)
- Fughetta – 1947
- Sonatine C-Dur – 1959
- Sonate C-Dur – gewidmet N. I. Mjaskowski, 1961
- Kinderalbum Heft 2 – 10 Stücke, 1964

#### Werke für zwei Klaviere
- Suite in drei Sätzen – nach der Filmmusik „Mensch“ und dem Lied „Töchter Irans“, 1944/45

### Vokalinstrumentale Werke

#### Chor oder Singstimme und Orchester
- Lied des Aschugen – für Chor und Orchester nach Bairamow aus Tausa, 1937/38
- Sinfonisches Poem – mit Schlusschor „Lied des Aschugen“ für Chor und Orchester, 1938
- Drei Konzertarien – für hohe Stimme und Orchester nach Worten armenischer Dichter, 1944–1946
- Ode der Freude – für Mezzosopran, gemischten Chor, Unisonoensemble der Violinen, zehn Harfen und Orchester nach Smirnow, 1956
- Ballade von der Heimat – für Bass und Orchester nach Garnekerjan, 1961
- Euch, arabische Freunde – Kantate für Chor und Orchester, 1964
- Hősök emlékezete (Im Andenken an die Helden) – Oratorium, Text: Gábor Garai, 1976

#### Lieder
- Unsere Zukunft – Burunow, 1931
- Neues Lied – Tscharenz, 1932
- Es wuchs das Korn – Gidasch, 1932
- Pepos Lied – Tscharenz, 1934
- Auf dem Gogolboulevard – Michalkow, 1935
- Auf zum Kampf, Camarados – Smoljan, 1936
- Garten, mein lieber Garten – Lebedew-Kumatsch, 1938
- Töchter Irans – Lachuti, 1939
- Romanze der Nina – aus der Schauspielmusik „Maskerade“, 1941
- Kapitän Gastello – Lugin, 1941
- Die Ostsee – Radionow, aus der Schauspielmusik „Das Glockenspiel im Kreml“, 1942
- Mächtiger Ural – Barto, 1943
- Gardemarsch – Lebedew-Kumatsch, 1942
- Du mein Ural – Slawin, 1943
- Männer des Ural sind prächtige Kämpfer – Garto, 1943
- Ich warte dein – Slawin, 1943
- Hymne der Armenischen SSR – 1944
- Lied von der Heimat – Rubljew, 1948
- Lied des Zorns – Rubljew, 1948
- Lied von Jerewan – Graschi, 1948
- Lied des Herzens – Michalkow, 1949
- Meine Heimat – Sadofjew, 1950
- Armenischer Trinkspruch – Graschi, 1950
- Lied vom Mädchen – Graschi, 1950
- Der Glücksteppich – Graschi, 1951
- Meine Heimat – Gridow, 1951
- Friedensschwur – Rubljew, 1951
- Lied der Friedenskämpferinnen – Ostrowa, 1951
- Ich rief dich mit einer Blume… – Graschi, 1952
- Walzer der Freundschaft – Rubljew, 1952
- Vokalise der Desdemona – aus der Filmmusik „Othello“, 1956
- Soldatenlied – aus der Filmmusik „Othello“, 1956
- Lied vom Weidenbaum – aus der Filmmusik „Othello“, 1956
- Frühlingskarneval – Gradow, 1956

#### Schauspiel- und Filmmusiken
- Musik zum Schauspiel „Zerstörter Held“ – 1929–32
- Musik zum Schauspiel „Chatabala“ – 1929–32
- Musik zum Schauspiel „Orientalischer Zahnarzt“ – 1929–32
- Musik zum Schauspiel „Macbeth" von Shakespeare“ – 1934
- Musik zum Film „Pepo“ – 1934
- Musik zum Film „Sangesur“ – 1937/38
- Musik zum Film „Der Garten“ – 1938
- Musik zum Film „Salawat Julajew“ – 1939
- Musik zum Schauspiel „Die Witwe von Valencia“ von Lope de Vega, 1940
- Musik zum Schauspiel „Maskerade“ von Lermontow, 1941
- Musik zum Schauspiel „Das Glockenspiel des Kreml“ von Pogodin, 1942
- Musik zum Schauspiel „Glubokaja Raswedka“ von Korn, 1943
- Musik zum Film „Mensch“ – 1944/45
- Musik zum Film „Gefangener Nr. 217“ – 1945
- Musik zum Schauspiel „Märchen von der Wahrheit“ von Aliger, 1946
- Musik zum Film „Die russische Frage“ – 1947
- Musik zum Film „Sie haben eine Heimat“ – 1948
- Musik zum Film „Wladimir Iljitsch Lenin“ – 1948
- Musik zum Schauspiel „Ilja Golowin“ von Michalkow, 1949
- Musik zum Film „Die Schlacht von Stalingrad“ – 1949
- Musik zum Film „In geheimer Mission“ – 1950
- Musik zum Film „Admiral Uschakow“ – 1953/„Segel im Sturm“ DDR, 22. Januar 1954
- Musik zum Film „Schiffe stürmen Bastionen“ – 1953
- Musik zum Schauspiel „Der Schutzengel von Nebraska“ von Jakobson, 1953
- Musik zum Schauspiel „Lermontow“ von Lawronjew, 1954
- Musik zum Film „Othello“ – 1955
- Musik zum Film „Saltanat“ – 1955
- Musik zum Schauspiel „Macbeth“ von Shakespeare, 1955
- Musik zum Film „Ewige Flamme“ – 1956
- Musik zum Film „Das Duell“ – 1957
- Musik zum Schauspiel „König Lear“ von Shakespeare, 1958
- Musik zum Film „Menschen und Tiere“ – 1960

#### Vokalmusik
- Lied der Schwarzmeerflotte – für Männerchor nach Steinberg, 1931
- Komsomolzenlied der Schachtarbeiter – für gemischten Chor nach Sitkowski, 1932
- Drei Pionierlieder – nach Wladimirowski und Michalkow für Kinderchor mit Klavierbegleitung, 1933
- Ruhm unserem Vaterland – nach Lebedew-Kumatsch für Solisten, Chor und Klavier, 1943
- Wovon Kinder träumen – nach Gradow für Kinderchor und Klavier
- Marschlied und Lied der russischen Matrosen – nach den Filmmusiken über Admiral Uschakow, für Männerchor a cappella nach Surkow, 1955

#### Transkriptionen
- Lieder der Völker der UdSSR – 30 Lieder, bearbeitet für verschiedene Besetzungen, 1929–32
- Choreografischer Walzer für Klavier – 1944
- Nocturne aus der Suite „Maskerade“ für Violine und Klavier, 1948
- Fragmente aus der Schauspielmusik „Othello“ für Klavier – bearbeitet vom Emin Khatchaturian, 1956
- Flötenkonzert – nach dem Violinkonzert transkribiert von J.-P. Rampal nach einer Anregung von Aram Khatchaturian, 1968
- Massentanz (Klavier) für Akkordeon
- Walzer aus „Maskerade“ für Klavier, 1953